# Балуошас (озеро, Игналинский район)
Балуошас (лит. Baluošas) — небольшое озеро на востоке Литвы, расположенное на территории Аукштайтского национального парка.
Балуошас находится в Игналинском районе в 8,5 км к северо-западу от Игналины. Озеро ледникового происхождения. Длина Балуошаса с северо-запада на юго-восток составляет 4,85 км, ширина до 1,34 км. Длина береговой линии 15,05 км, с учетом побережья островов 19,4 км. Площадь Балуошаса составляет 4,259 км². Средняя глубина — 10,7 метров, наибольшая — 33,7 метров. На озере находятся восемь островов, поросших лесом. На одном из низ есть собственное небольшое озеро, которое протокой соединяется с Балуошасом. К южному берегу озера подходит дорога 1423 Аза — Вайшнюнай — Гинучяй — Кирдейкяй. Берега озера окружает Ажвинчяйский лес. На берегу Балуошаса находятся деревни Вайджиньшкес, Трайнишкис, Шуминай и Рипелиалаукис.